# Sclerotinia antarctica
Sclerotinia antarctica är en svampart som beskrevs av Gamundí & Spinedi 1987. Sclerotinia antarctica ingår i släktet Sclerotinia och familjen Sclerotiniaceae.   Inga underarter finns listade i Catalogue of Life.